# Tiroteo de Dadeville de 2023
El tiroteo de Dadeville fue un tiroteo ocurrido en Dadeville, Alabama, Estados Unidos, aproximadamente a las 22:34 EDT el 15 de abril de 2023. Más de 20 personas afroamericanas recibieron disparos y cuatro murieron, uno de ellos el hermano de la cumpleañera, ya que el tiroteo tuvo lugar en una celebración de cumpleaños número 16 y la mayoría de las víctimas fueron adolescentes. El tiroteo tuvo lugar en el antiguo banco de Dadeville, en 220 N. Broadnax St, que se había convertido en el Mahogany Masterpiece Dance Studio en 2021.
A última hora de la noche del 15 de abril de 2023, la Agencia de Cumplimiento de la Ley de Alabama (ALEA) dijo que había iniciado una investigación a pedido de la policía de Dadeville y que, al momento de su declaración, se había confirmado la muerte de cuatro personas: Marsiah Emmanuel Collins, 19 años; Philstavious Dowdell, 18 años, hermano de la cumpleañera; Corbin Dahmontrey Holston, 23 años y Shaunkivia Nicole Smith, 17. La celebrante comunicó que su hermano le dijo que alguien tenía un arma, al oírlo su madre encendió las luces y exigió que cualquiera que tuviera un arma abandonara el local. Cuando nadie se fue, volvió a apagar las luces. Un testigo dijo que a los cinco minutos, alguien comenzó a disparar. El Dj de la fiesta dijo que alguien con un arma fue rechazado, y una hora después, comenzaron los disparos. Se pensaba que había comenzado por algún tipo de altercado. La policía recuperó casquillos de siete armas diferentes, y una de las víctimas mortales, Corbin Holston, fue encontrado con una pistola en su poder. Había aproximadamente sesenta personas en la fiesta. El 18 de abril de 2023, dos hermanos, Tyreese McCullough, de 17 años, y Travis McCullough, de 16, fueron arrestados y acusados de homicidio imprudente. En los días siguientes fueron arrestados y acusados otros cuatro jóvenes, dos de 20 años, uno de 19 y el último de 15. Uno de ellos llevaba una tobillera electrónica de seguimiento debido a participar en un tiroteo anterior.

## Secuelas
El distrito escolar del condado de Tallapoosa se organizó para que los consejeros estuvieran disponibles para cualquier estudiante que necesitara ayuda después del tiroteo. Las banderas fuera de la escuela secundaria de Dadeville se bajaron a media asta y los eventos deportivos se cancelaron, y el 16 de abril se realizaron vigilias por las víctimas.

## Respuesta
Después del ataque, el presidente Joe Biden se refirió al aumento de la violencia armada en los Estados Unidos como "escandaloso e inaceptable" y exigió al Congreso que promulgue una legislación que haga que los productores de armas de fuego sean más responsables de la violencia armada, que prohíba las armas de asalto y los cargadores de municiones de alta capacidad. exigir el almacenamiento seguro de armas de fuego y exigir verificación de antecedentes para la venta de armas de fuego.
El entrenador de fútbol americano de la Universidad Estatal de Jacksonville, Rich Rodríguez, emitió un comunicado después de que se confirmara que una de las víctimas fallecidas se había comprometido con el equipo de fútbol americano. Ofreció sus pensamientos y oraciones, y él y su personal estaban desconsolados.